# Казач (Нямц)
Казач (рум. Cazaci) — село у повіті Нямц в Румунії. Входить до складу комуни Таркеу.
Село розташоване на відстані 269 км на північ від Бухареста, 18 км на південний захід від П'ятра-Нямца, 114 км на захід від Ясс, 139 км на північ від Брашова.

## Населення
За даними перепису населення 2002 року у селі проживали 518 осіб, з них 517 осіб (99,8%) румунів. Усі жителі села рідною мовою назвали румунську.